# Crossata
Crossata là một chi ốc biển, là động vật thân mềm chân bụng sống ở biển trong họ Bursidae.

## Các loài
Các loài trong chi Crossata gồm có:
- Crossata ventricosa (Broderip, 1833)[2]